# ヤシーン・イスマイル
ヤシーン・イスマイル（英語: Yaseen Ismail、1980年8月12日 - ）は、カタールのバスケットボール選手。ポジションはパワーフォワード。204cm、80kg。アジアを代表するパワーフォワードである。

## 来歴
1999年、カタールジュニア代表に選ばれ、バスケットボールジュニア世界選手権で得点王を獲得するなど活躍。
2000年夏にインディアナポリスで開かれたフープ・サミットに招待され、NBAチームのテストを受けたが、ドラフトされることなく、CBAのダコタ・ウィザーズでプレー。
現在は母国に戻りアル・ラーヤンSCに所属。2度のアジア王者の原動力となっている。
カタール代表でも活躍を見せ、2006年世界選手権にも出場、同年のアジア大会では銀メダルを獲得した。